# スカンディナヴィア十字

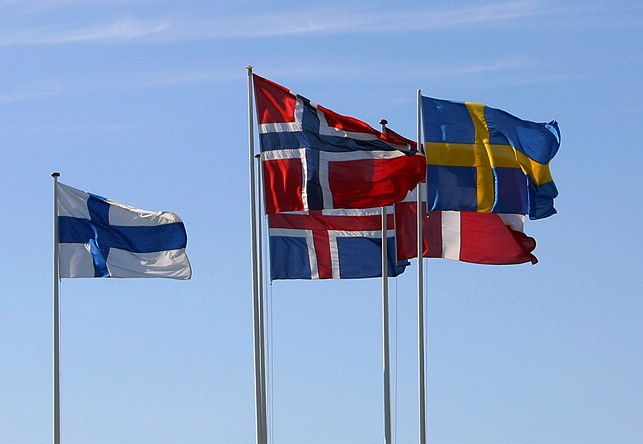
スカンディナヴィア十字の国旗

スカンディナヴィア十字（スカンディナヴィアじゅうじ、英語:Scandinavian Cross、デンマーク語:Nordiske korsflag、フェロ―語:Krossmerki、アイスランド語:Krossfáni、ノルウェー語:Nordisk korsflagg、スウェーデン語:Nordisk korsflagga、フィンランド語:Pohjoismainen ristilippu）またはノルディック・クロス（Nordic Cross）は、北欧地域でよく見られる十字。
左側に交点が寄った横長の十字であり、国旗や地域の旗などに用いられている。デンマークの国旗が基になっている。

## 歴史
13世紀、北欧諸国は領地拡大とキリスト教の伝道のため、北方十字軍の遠征を行った。1219年、当時のデンマーク王・ヴァルデマー2世がエストニアに侵攻した際、赤地に白の十字が描かれた旗が空から舞い降りてきたという言い伝えをもとに、デンマーク国旗がつくられた。
14世紀末に成立したカルマル同盟は、黄色地に赤の十字が描かれた旗を用いた。この連合から離脱したスウェーデンは青地に黄色の十字の旗を使用し、ノルウェー、フィンランド、アイスランドもそれぞれ自国の国旗を制定する際にノルディック・クロスを採用した。

## 国旗における使用例

アイスランドの国旗
スウェーデンの国旗
デンマークの国旗
ノルウェーの国旗
フィンランドの国旗

## 軍旗における使用例

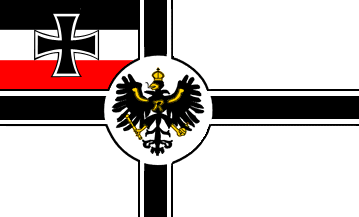
?プロイセン軍の軍旗
?ヴァイマル共和国軍の軍旗（1919年-1921年）
?ドイツ帝国軍の軍旗（1871年-1892年）
?ドイツ帝国軍の軍旗（1892年-1903年）
?ドイツ帝国軍の軍旗（1903年-1918年）
?ドイツ国防軍の軍旗（1935年-1938年）
?ドイツ国防軍の軍旗（1938年-1945年）
トンガの軍艦旗
?スウェーデンの軍旗
ノルウェーの軍旗
フィンランドの軍旗
デンマークの軍旗
?南アフリカ共和国の軍艦旗（1952年-1981年）

## 地域の旗における使用例

オーランド諸島の旗（フィンランド領）
パルヌの旗（エストニア領）
セトマーの旗（エストニア領）
コイギの旗（エストニア領）
?ミゾラムの旗（インド領、1966-1986年）
プーラの旗（クロアチア領）
シェトランド諸島の旗（イギリス領）
オークニー諸島の旗（イギリス領）
スタヴロポリ地方の旗（ロシア領）
（非公式）スモーランド地方の旗（スウェーデン領）
（非公式）エーランド島の旗（スウェーデン領）
ヴォルィーニ州の旗（ウクライナ領）
（非公式）エステルイェートランド地方の旗（スウェーデン領）
（非公式）ヴェステルイェートランド地方の旗（スウェーデン領）
フェロー諸島の旗（デンマーク領）
ヴェンツピルスの旗（ラトビアの都市）
ツェーシスの旗（ラトビアの都市）
アルークスネの旗（ラトビアの都市）
トビリシの旗（ジョージア国の首都）

## 民族、政党、組織における使用例

北欧の旗章学協会の旗
スコーネの旗
ウィリアム征服王と彼のスカンジナビアの起源の旗ノルマンの故郷。
プエルトリコ独立党の党旗
国民連合の党旗

## その他

?過去のスウェーデンの旗
?エストニアの国旗のスカンディナヴィア十字に基づいた改訂案
?エストニアの国旗のスカンディナヴィア十字に基づいた改訂案2
?バルト連合公国の国旗
?北イングリア共和国の国旗
?北カレリア国の国旗
?ザールの旗
?デンマーク＝ノルウェーの旗
?カルマル同盟
?デンマーク東アシア会社の旗
?クリスチャン6世 (デンマーク王)死去までの旗
?1948年に提案されたドイツ国旗のデザイン案のひとつ